# Airspeed Envoy
Airspeed AS.6 Envoy – brytyjski lekki samolot pasażerski z okresu dwudziestolecia międzywojennego. Kilka egzemplarzy było używanych przez Royal Air Force i South African Air Force podczas II wojny światowej.

## Historia
Airspeed AS.6 Envoy został zaprojektowany w końcu 1933 roku jako większa, dwusilnikowa wersja rozwojowa poprzedniej konstrukcji wytwórni lotniczej Airspeed Ltd., samolotu AS.5 Courier. Oblot prototypu nastąpił 26 czerwca 1934 roku. W latach 1934–1939 wybudowano 50 egzemplarzy AS.6 w trzech seriach, różniących się rozwiązaniami mechaniki płatowca oraz w siedmiu wersjach silnikowych.
Samoloty w wersji cywilnej były przed rozpoczęciem II wojny światowej dostarczane do użytkowników w Wielkiej Brytanii, Hiszpanii, Czechosłowacji, Francji, Australii, Związku Południowej Afryki, Chinach i Japonii. Ten ostatni kraj zakupił również licencję i wyprodukował dziesięć maszyn w zakładach Mitsubishi. Samoloty hiszpańskie były użytkowane przez obydwie strony podczas wojny domowej, pełniąc funkcje komunikacyjne, rozpoznawcze i lekkiego bombowca.
Samolot drugiej serii o numerze rejestracyjnym G-AEXX (później pod oznaczeniem wojskowym L7270) został zakupiony przez Royal Air Force jako jedna z pierwszych maszyn The King’s Flight. RAF zakupił również pięć egzemplarzy AS.6 jako samoloty komunikacyjne dla innych jednostek oraz dwa dalsze do służby kolonialnej w Indiach. Po wybuchu II wojny światowej RAF zarekwirował trzy dalsze maszyny cywilne. Jedna była również użytkowana przez Fleet Air Arm.
South African Air Force również zakupiły trzy samoloty w wersji zmilitaryzowanej, uzbrojonej w dwa karabiny maszynowe: stały pilota oraz ruchomy w wieżyczce grzbietowej. Były one używane w roli samolotów rozpoznawczych, bombowych i szkolne. Także cztery cywilne samoloty, należące do South African Airways mogły być w krótkim czasie przystosowane do wypełniania zadań militarnych.
Wybudowaną w jednym egzemplarzu wersją rajdową AS.6 był samolot AS.8 Viceroy, przystosowany do wzięcia udziału w MacRobertson Air Race z Wielkiej Brytanii do Melbourne w Australii w październiku 1934 roku. Załoga tego samolotu nie ukończyła rajdu, przerywając go w Atenach na skutek kłopotów technicznych.
W 1937 roku, opierając się na konstrukcji AS.6, wytwórnia Airspeed Ltd. zaprojektowała na zlecenie brytyjskiego Ministerstwa Lotnictwa nowy samolot szkolno-treningowy AS.10 Oxford, zbudowany do końca II wojny światowej w liczbie ponad ośmiu tysięcy egzemplarzy.

## Opis konstrukcji
Airspeed AS.6 Envoy był dwusilnikowym, wolnonośnym dolnopłatem z klasycznym trójpodporowym, chowanym w locie podwoziem z kółkiem ogonowym. Konstrukcja samolotu była drewniana, kryta sklejką i płótnem. W zależności od wersji, napęd stanowiły silniki Wolseley AR.9 o mocy 200 hp (149 kW) w AS.6, Armstrong Siddeley Lynx IVC o mocy 240 hp (179 kW) w AS.6A, Wright R-760-E2 Whirlwind 7 o mocy 350 hp (261 kW) w AS.6D, Walter Castor II o mocy 340 hp (254 kW) w AS.6E, Wolseley Scorpio I o mocy 250 hp (186 kW) w AS.6G, Wolseley Aries III o mocy 225 hp (168 kW) w AS.6H oraz Armstrong Siddeley Cheetah IX o mocy 350 hp (261 kW) w AS.6J.